# Salix rosthornii
Salix rosthornii är en videväxtart som beskrevs av Karl Otto von Seemen. Salix rosthornii ingår i släktet viden, och familjen videväxter. Inga underarter finns listade i Catalogue of Life.